# 茶埠镇
茶埠镇，是中华人民共和国甘肃省定西市岷县下辖的一个乡镇级行政单位。

## 行政区划
茶埠镇下辖以下地区：
湾山村、的西村、西京村、将台村、树扎村、山那村、哈扎村、石咀村、甫里村、茶埠村、阳坡村、岳家湾村、大愣村、沟门村、高岸村、炭山村、耳阳村、谈河村和尹家村。